# Spelobia multihama
Spelobia multihama är en tvåvingeart som beskrevs av Marshall 1985. Spelobia multihama ingår i släktet Spelobia och familjen hoppflugor. Inga underarter finns listade i Catalogue of Life.